# Panacea

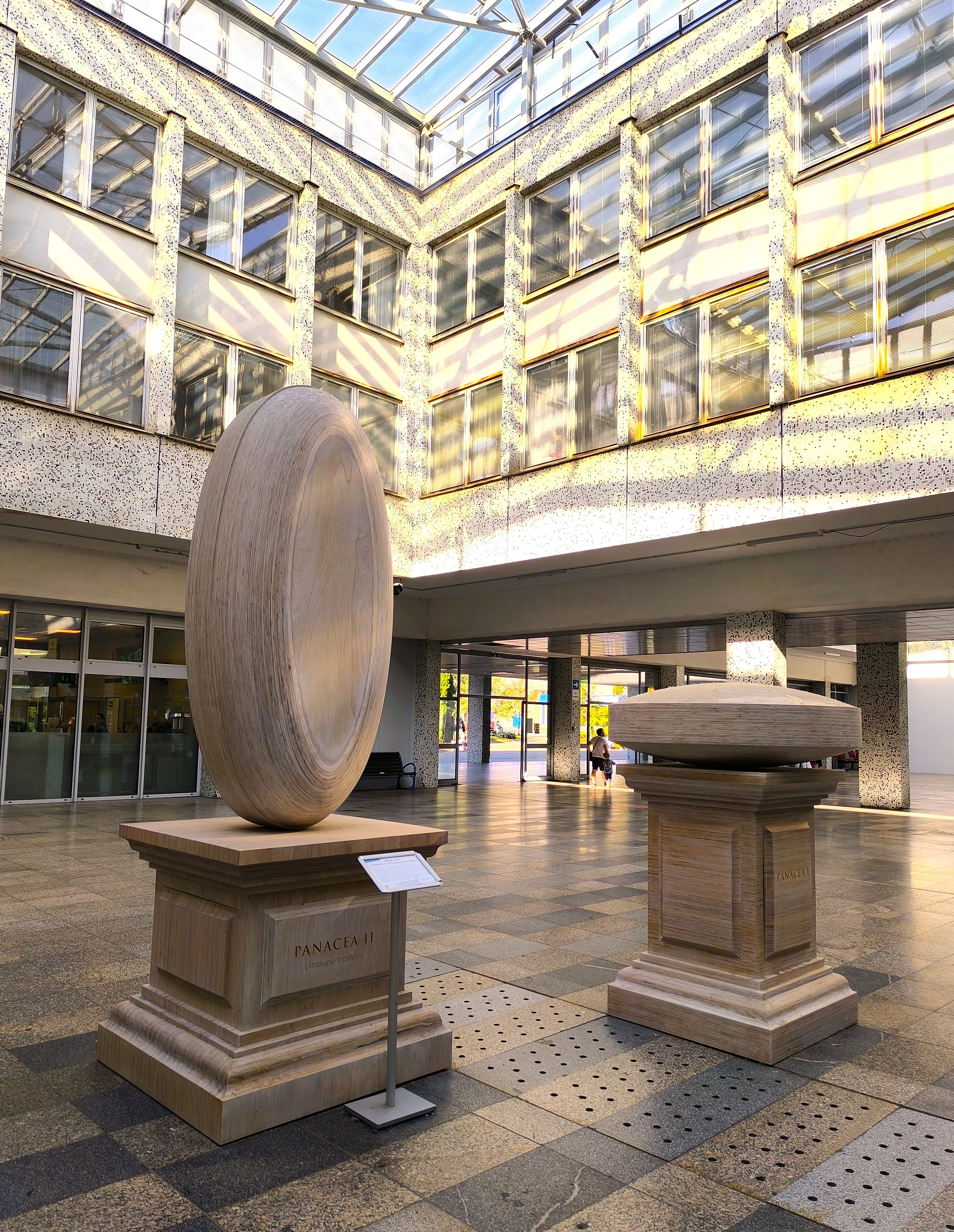
Milan Cais: Panacea, dvě plastiky v atriu nemocnice v Praze-Motole

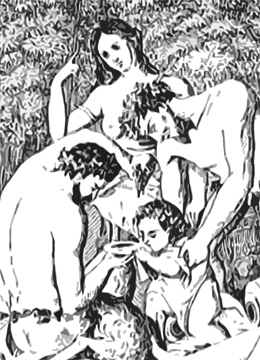
Panacea (uprostřed) podávající lék dítěti. Část dřevořezu J. Gazoly (1716)

Panacea (všelék, elixír života) je mytický univerzální lék pro léčbu všech druhů onemocnění. Jinými slovy je to všelék, který má být schopen léčit všechny choroby nebo ovlivnit široké spektrum chorob.
Historicky byla panacea cílem práce alchymistů. Hledání takového léku, stejně jako hledání kamene mudrců a univerzálního rozpouštědla pro všechny látky, bylo jejich hlavním úkolem.
Během 18. a 19. století bylo mnoho patentovaných léků prohlašováno za všeléky a staly se výhodným obchodním artiklem. V současnosti se termín všelék používá spíše v negativním smyslu k popisu iluzorního univerzálního řešení všech problémů. Všelék je také literární termín, který představuje lék k vyřešení všech problémů souvisejících s konkrétním problémem. Termín všelék získal také konotaci hadího oleje nebo šarlatánství.
Jméno Panacea nese
- planetka 2878 objevená v roce 1980 Edwardem L. G. Bowellem
- dvojice plastik Milana Caise z roku 2024 v atriu nemocnice v Praze-Motole

## Etymologie

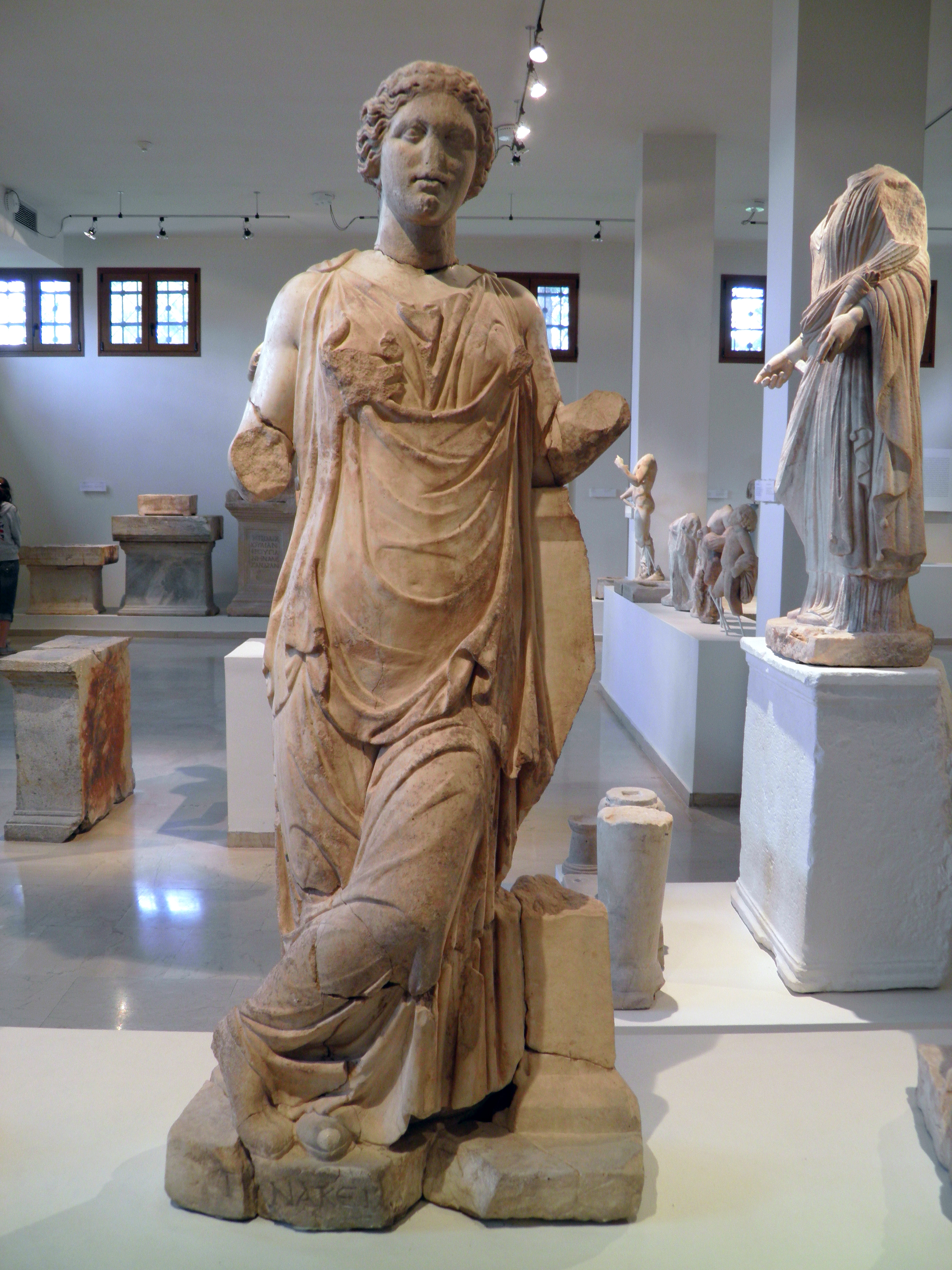
Panakeia – socha bohyně léku proti bolesti

Pojem panacea je odvozen od jména Panakeia (starořecky Πανάκεια, latinský přepis Panacea), dcery řeckého boha medicíny Asklépia. Podle mytologie připravovala Panakeia elixír nebo lektvar, s nímž dokázala vyléčit jakoukoli lidskou chorobu, a její jméno se postupně stalo zaměnitelným s názvem samotného léku. Panakeia měla čtyři sestry, z nichž každá vykonávala jeden aspekt zdravotní péče:
- Panakeia (bohyně léku proti bolesti)
- Hygieia (bohyně hygieny, čistoty a sanitace)
- Iaso (bohyně zotavení z nemoci)
- Aceso (bohyně léčebného procesu)
- Aegle (bohyně zářivého dobrého zdraví)

Jako bohyně osvobození od bolestí je Panakeia zmiňována v Hippokratově přísaze, která začíná slovy: 
| „ | Přísahám při Apollónovi lékaři, při Asklépiovi, Hygiei a Panakei i při všech bozích bohyních, které si beru za svědky… | “ |

## Historie

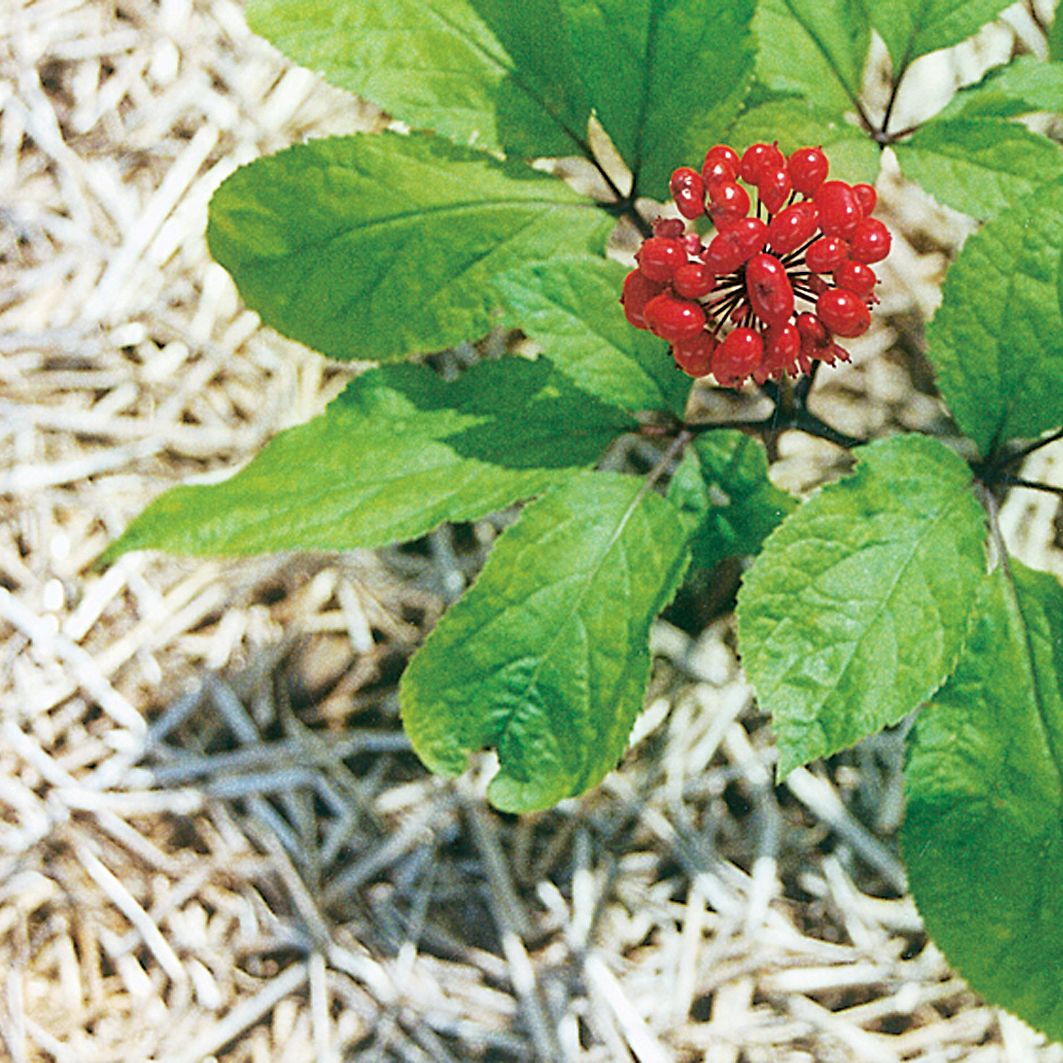
Ženšen pravý (Panax ginseng)

- Ženšen pravý (Panax ginseng)Starověcí řečtí a římští učenci popisovali různé druhy používaných rostlin jako všelék – panaces (například Opopanax, Centaurea, Levisticum officinale, Achillea millefolium a Echinophora tenuifolia.
- Lidé Cahuilla z oblasti pouště Colorado v Kalifornii používali červenou mízu sloního stromu (Bursera microphylla) jako všelék.
- Latinské rodové jméno ženšenu je Panax (všelék), to potvrzuje, že tradiční čínská medicína používala ženšen jako všelék. To potvrzuje i názor švédského botanika Carla Linného (1707–1778).
- V roce 1581 holandský lékař Giles Everard (také Gilles Everaerts) publikoval knihu On the Panacea Herb (De herba panacea), která naznačovala, že nově objevený tabák je zapomenutým starověkým všelékem. Dílo bylo vydáno také v angličtině v roce 1659 pod názvem Panacea aneb Univerzální medicína.

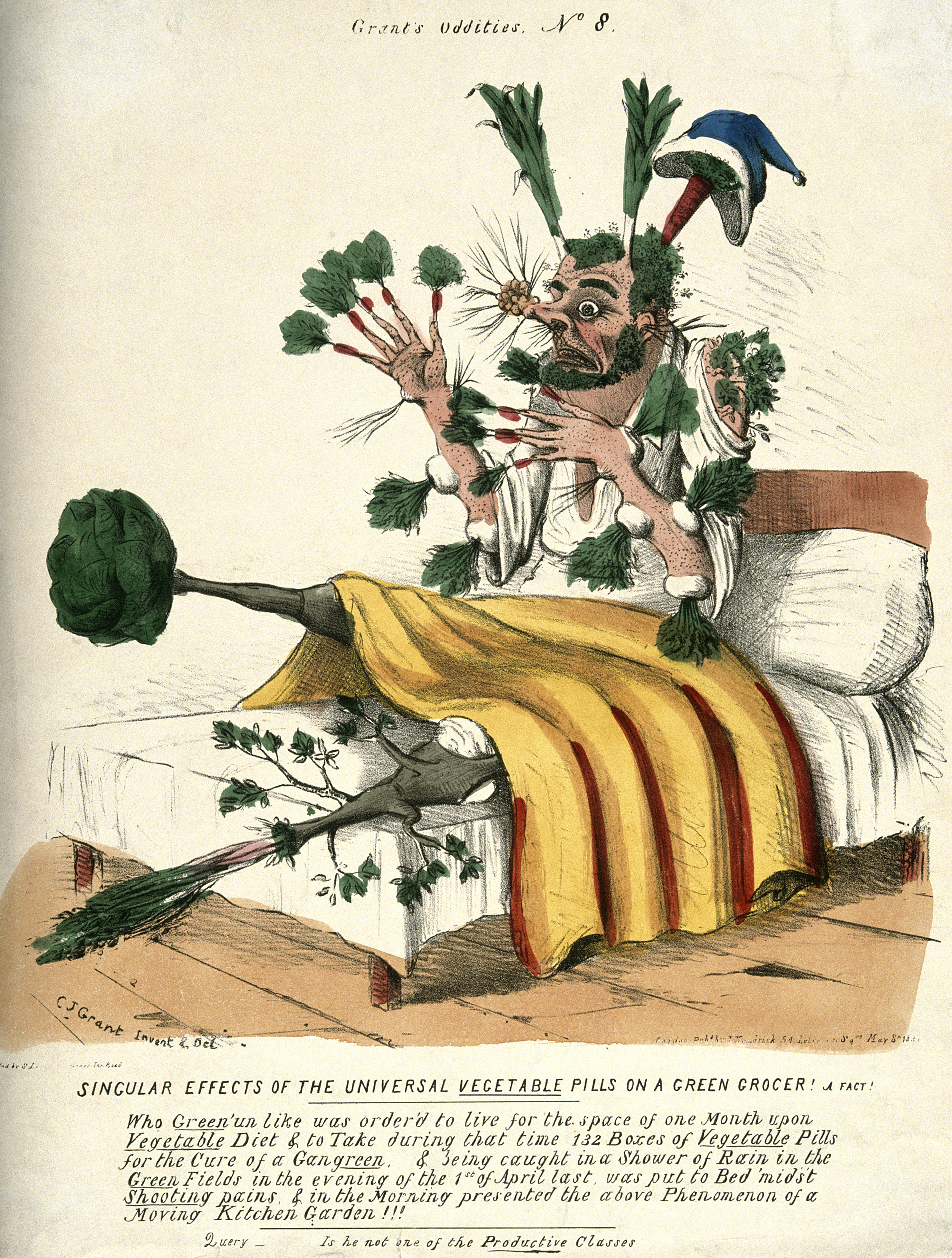
Karikatura muže, který se předávkoval rostlinnými pilulkami Jamese Morisona (C. J. Grant, 1831)

- Karikatura muže, který se předávkoval rostlinnými pilulkami Jamese Morisona (C. J. Grant, 1831)Koncem 17. století se všelékem začaly nazývat patentované léky, které získaly přízeň u královských rodin a ty jim vydaly patentový dopis (královský souhlas) opravňující jejich použití v reklamě. Anglie osmnáctého století se tak stala známou kvůli široké dostupnosti a spotřebě obrovského množství patentovaných léků. Mnohé z nich však byla obyčejná projímadla, která však podle reklamy čistí krev a tak léčí všechny druhy nemocí. Velmi zjednodušeně se dá říci, že panacea (všelék) se stal prvním termínem široce využívaným v reklamě a marketingu.
- James Morison (1770–1840) byl britský šarlatánský lékař, který prodával Hygeian Vegetable Universal Medicine, které byly inzerovány jako léky na všechny léčitelné nemoci.
- Newyorský podnikatel Benjamin Brandreth (1809–1880) začal prodávat všelék Vegetable Universal Pill, který se stal jedním z nejprodávanějších patentových léků ve Spojených státech. Padesát let byly Brandrethovy pilulky uznávaným lékem, který léčil mnoho nemocí tím, že vyčistil toxiny z krve – příčina všech nemocí.

- V roce 1820 William Swaim z Filadelfie připravil a nazval svůj lék Panacea. V roce 1822 začal vydávat brožury na jeho podporu a v roce 1824 vydal knihu s názvem Pojednání o Svaimově všeléku (pro léčbu scrofula nebo králova zla, rturijní nemoci, hluboce zakořeněné syfilis, revmatismu a všech poruch vyplývajících z kontaminovaného nebo nečistého stavu krve).

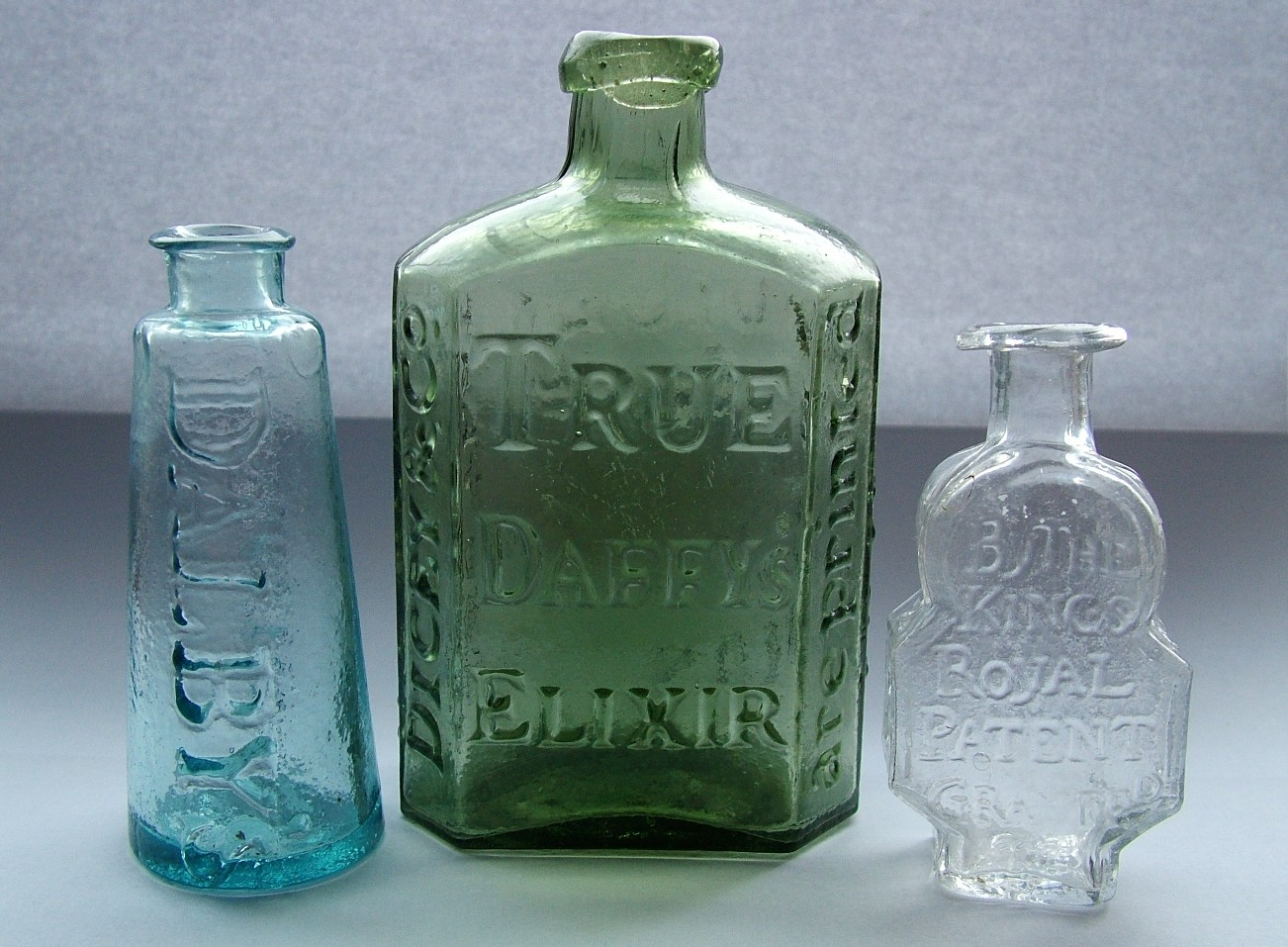
Daffyho elixír – tři prodávané lahvičky

- Daffyho elixír – tři prodávané lahvičkyDaffyho elixír byl jedním z nejpopulárnějších a nejčastěji propagovaných patentovaných léků v Británii během 18. století. Byl vynalezen duchovním Thomasem Daffym v roce 1647. Pojmenoval jej elixir salutis (elixír zdraví) a propagoval jej jako generický všelék.
- V roce 1891 byl Johnem Collisem Brownem jím připravený lék Chlorodyne inzerován jako všelék na kašel, konzumaci, bronchitidu, astma, záškrt, horečku, průjem, choleru, úplavici, epilepsii, hysterii, křeče, neuralgii, revmatismus, dnu, rakovinu, bolesti zubů nebo meningitidu.
- Dokonce i Coca-Cola byla ve svých počátcích prodávána jako patentovaný lék. Tvrdilo se, že léčí mnoho nemocí, včetně závislosti na morfinu, poruch trávení, nervových poruch, bolestí hlavy nebo impotence.
- V roce 1828 přijala Newyorská státní lékařská společnost jeden z prvních amerických kodexů lékařské etiky, který uváděl, že patentované léky nesmí být tolerovány.
- V roce 1841 byla založena Farmaceutická společnost Velké Británie, která také bojovala proti patentovaným lékům a všelékům.

## Současnost

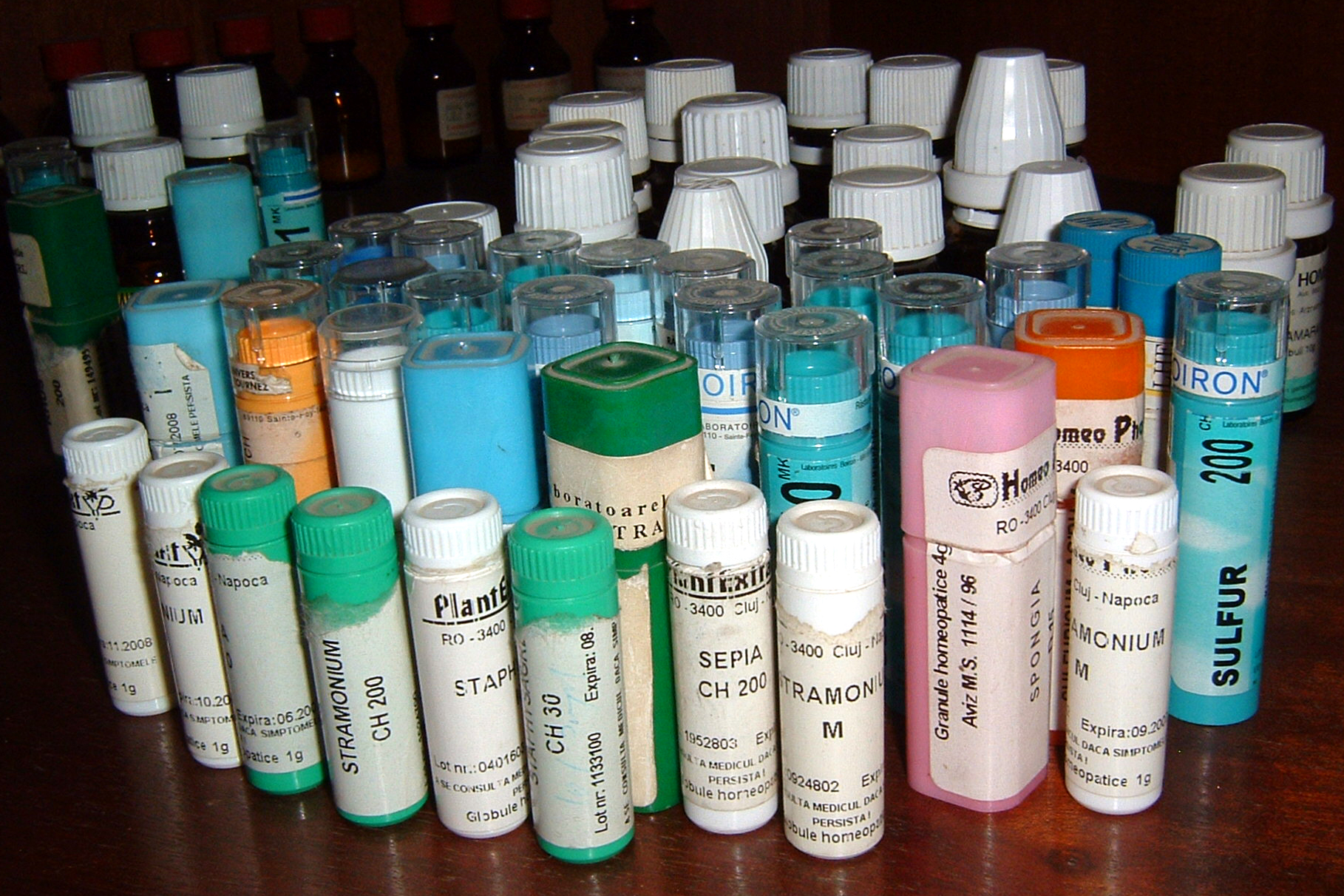
Homeopatické preparáty

- Homeopatické preparátyV současné době se pojem panacea používá především v souvislosti s alternativní medicínou. Jako panacea je i nyní označována taková léčebná metoda nebo takový přípravek, který má účinkovat proti všem chorobám případně proti širokému spektru chorob.[3]
- Podle Jiřího Heřta má charakter panacey většina léčebných metod a preparátů, které nabízí akupunktura, homeopatie, některé přístupy k fytoterapii, metody parapsychologické nebo léčení vírou. Za zásadní slabinu panacey považuje především to, že existuje tisíce chorob s desítkami nejrůznějších příčin a s více či méně složitými procesy rozvoje choroby. Proto je při současném poznání nutno volit cílený terapeutický prostředek pro daný typ choroby.[4]
- V moderní medicíně není označení panacea vždy negativní, někdy se používá jako metafora pro terapeutický postup, který má neočekávané nebo nezvykle široké pole působení. Tak například Beattie a Yang v reakci na výsledky publikované studie používají pojem panacea jako nadsázku.[5]